# Nahuja
Nahuja – miejscowość i gmina we Francji, w regionie Oksytania, w departamencie Pireneje Wschodnie.
Według danych na rok 1990 gminę zamieszkiwały 43 osoby, a gęstość zaludnienia wynosiła 8 osób/km² (wśród 1545 gmin Langwedocji-Roussillon Nahuja plasuje się na 857. miejscu pod względem liczby ludności, natomiast pod względem powierzchni na miejscu 993.).